# Mieczysław Bohatkiewicz
Blahoslavený Mieczysław Bohatkiewicz (1. ledna 1904, Krykały – 4. března 1942, Berezwecz) byl polský římskokatolický duchovní, oběť nacistického pronásledování církve. Katolickou církví je uctíván jako blahoslavený mučedník.

## Život
Narodil se v Krykałech ve Wileńském vojvodství v rodině Stanisława Bohatkiewicze a jeho manželky Josefy, rozené Zienkiewiczové. Jeden z jeho mladších bratrů se stal také knězem. První vzdělání získal doma, později navštěvoval základní školu v Sitce. Ve studiích pokračoval na gymnáziu v Budsławi a dokončil je na biskupském gymnáziu v Novogrodku. V roce 1925 vstoupil do kněžského semináře a 23. srpna 1933 byl vysvěcen na kněze.
Od roku 1933 působil jako vychovatel v Nižším semináři v Drohiczyně a zároveň dálkově studoval na univerzitě ve Varšavě. V letech 1936-1939 byl prefektem školy v městě Luniněc. Po vypuknutí druhé světové války byla škola uzavřena, a P. Mieczysław odešel ke svému mladšímu bratrovi Stanislavovi, který byl farářem v Puszkách. Následně se ujal sousední farnosti Pelikany. V roce 1941 přijal farnost Dryssa, kde mnoho let předtím byli lidé bez kněze. Jeho pastorační činnost se však znelíbila okupantům. Byl varován kněžími z kongregace Mariánů, že se jej gestapo chystá zatknout. Poté 16. ledna 1942 byl skutečně zatčen. Dne 4. března 1942 byl se skupinou vězňů odveden do lesa Borek a zde zastřelen. Spolu s ním byli zastřeleni ještě dva další kněží - b. Władysław Maćkowiak a bl. Stanisław Pyrtek.

## Beatifikace
Beatifikován byl papežem sv. Janem Pavlem II. dne 13. června 1999 ve Varšavě ve skupině 108 polských mučedníků z období druhé světové války.